# Camps d'accueil des rapatriés d'Indochine
Après les accords de Genève mettant fin à la guerre d'Indochine (1954), près de 5 000 Français d'Indochine (couples mixtes ou veuves de Français fuyant la guerre) sont rapatriés et « accueillis » dans des Camps d'accueil des rapatriés d'Indochine (CARI), structures plus tard rebaptisées Centres d'accueil des Français d'Indochine (CAFI), en particulier à Noyant, dans l’Allier, à Bias et à Sainte-Livrade, en Lot-et-Garonne, où 1 200 Français d'Indochine sont installés au printemps 1956 dans un CARI aménagé dans une ancienne poudrerie,,.

## Camp de Noyant
Après les accords de Genève, la commune de Noyant abrite un Centre d'accueil des Français d'Indochine (CAFI), qui reçoit 1 500 rapatriés de 1955 à 1965, accueillis dans les anciens corons des mineurs.
Ce camp est le sujet de la nouvelle Noyant d'Allier de la romancière Leïla Sebbar (édition Bleu autour, 2003, 18 p.).

## Camp de Sainte-Livrade
Environ 1 200 Français d'Indochine (soldats et supplétifs indochinois des armées françaises) sont rapatriés au printemps 1956, après la fin de la guerre d'Indochine. Ils sont installés au Centre d'accueil des Français d'Indochine (CAFI), aménagé dans une ancienne poudrerie.
Le camp est clôturé, composé de baraquements d'habitations, d'une église, d'un dispensaire et de deux écoles (une école de filles et une école de garçons). Une grande salle de fête est réservée aux festivités organisées par l’administration, comme Noël ou l’important jour de l’an vietnamien. La majorité des enfants devaient alors être baptisés et suivre le catéchisme auprès du prêtre alors qu'ils continuent pour certains à pratiquer le culte traditionnel. Le camp est dirigé par une administration par laquelle passent toutes les démarches administratives (demandes de bourses...). En 1966, après la fermeture du centre de Noyant d'Allier, le CAFI de Sainte-Livrade devient le seul site hébergeant des rapatriés d'Indochine. La Cimade fut présente, après avoir été appelée par le médecin du camp avant d'être expulsée à la fin des années 1970. En 1978, les quatre baraquements du camp des Espagnols sont détruits. En 1982, le CAFI est acheté par la commune de Sainte-Livrade-sur-Lot.
En 2012, les quatre barres, la pagode et la statue de la Vierge font l'objet d'une inscription à l’inventaire supplémentaire des monuments historiques.

## Camp de Bias
Avant la Seconde Guerre mondiale et après la défaite de 1940, les travailleurs vietnamiens recrutés ou enrôlés de force au Viêt Nam au titre de la « contribution des colonies à l'effort de guerre » et envoyés en France pour travailler dans les usines (notamment les usines d'armement) avaient vécu dans l'ancienne poudrerie devenue camp militaire situé au lieu-dit « Paloumet » (cité Paloumet et Astor) dans la commune de Bias. Certains de ces Vietnamiens y furent détenus pour avoir exprimé leur sympathie pour les mouvements d'indépendance du Vietnam. Après la guerre, beaucoup ont préféré rester en France, mais la plupart d'entre eux sont rentrés au pays.
À partir de 1956, deux ans après Diên Biên Phu et les accords de Genève qui mettaient fin à la guerre, cette ancienne poudrerie transformée en camp militaire composé de longs baraquements exigus aux toits d'éverite a été réutilisée pour accueillir les rapatriés d'Indochine, la plupart d'origine vietnamienne ou des familles eurasiennes.
Dans ce camp situé à quelques kilomètres de celui de Sainte-Livrade-sur-Lot, les rapatriés vivaient dans un confort rudimentaire des aides accordées par l'État, de la cueillette des fruits et légumes (haricots verts, tomates) chez les agriculteurs de la vallée du Lot et aussi du travail à la chaîne dans les conserveries locales (Casseneuil, Villeneuve-sur-Lot). Leurs enfants étaient scolarisés dans l'école installée dans deux bâtiments du camp par des instituteurs chevronnés et idéalistes.
Au début des années 1960, les derniers habitants de ce Camp d'accueil des Rapatriés d'Indochine (CARI), devenu entre-temps Camp d'accueil des Français d'Indochine (CAFI), durent quitter leurs logements pour s'installer dans différentes villes de la région ou au CAFI de Sainte-Livrade-sur-Lot (Camp d'accueil de Moulin du Lot), commune limitrophe où résident encore aujourd'hui, dans de nouveaux logements, quelques familles et des personnes âgées, voire très âgées, d'origine vietnamienne.
En 1962, à la suite des accords d'Évian mettant fin à la guerre d'Algérie, le camp militaire dans lequel habitaient auparavant les rapatriés d'Indochine devient un camp de transit et de reclassement accueillant les harkis et leurs familles.

## Autres camps
Deux autres camps d'hébergement ont été ouverts à Creysse, en Dordogne et à la Rye, commune du Vigeant, dans la Vienne.

## Proposition de loi
Le 3 juin 2025, le député Olivier Faure fait adopter en première lecture à l'Assemblée nationale la proposition de loi « portant reconnaissance de la Nation envers les rapatriés d'Indochine et réparation des préjudices subis par ceux-ci et leurs familles du fait de l’indignité de leurs conditions d’accueil ». Le texte  vise à proclamer la reconnaissance par la Nation du rôle joué par les rapatriés, ainsi que la dureté des conditions de leur hébergement. Il prévoit une réparation financière modulée selon la durée de séjour dans les camps d'internement. La proposition de loi propose également que l'hommage rendu annuellement le 8 juin aux  morts pour la France en Indochine inclue également les rapatriés.

### Filmographie
- Marie-Christine Courtès et My Linh Nguyen, Le camp des oubliés. Les réfugiés vietnamiens en France, coproduction Grand Angle Productions et France 3 Aquitaine, 2004, 52 min
- Philippe Rostan, Le Petit Vietnam. coproduction Filmover Productions et France Télévisions, 2006, 52 min.
- Odette Collet, La Feuille de bétel (1972), mini-série en quatre épisodes de 25 minutes, tournée à Noyant d'Allier (03), à partir du roman (1962) de Jeanne Cressanges.